# Amor Vincit Omnia
Amor Vincit Omnia – drugi album studyjny brytyjskiej new progowej grupy Pure Reason Revolution. Tytuł albumu zapisany jest po łacinie i oznacza miłość wszystko zwycięża. Album wprowadza bardziej elektroniczne brzmienie niż jego poprzednik. Zespół zaczął intensywnie korzystać z syntezatorów, które są najbardziej zauważalne w utworach "Les Malheurs" i "Deus Ex Machina".

## Lista utworów
1. "Les Malheurs" – 5:02
2. "Victorious Cupid" – 3:39
3. "I) Keep Me Sane/Insane" – 0:55
4. "II) Apogee III) Requiem for the Lovers" – 5:22
5. "Deus Ex Machina" – 5:40
6. "Bloodless" – 4:55
7. "Disconnect" – 5:54
8. "The Gloaming" – 9:10
9. "AVO" – 4:47

## Twórcy
- Jon Courtney – wokal, gitara elektryczna, gitara basowa, programowanie i keyboard
- Chloe Alper – wokal i keyboard
- Jamie Willcox – wokal, gitara
- Paul Glover – perkusja